# بازن
البَازِن أو البُزْل أو الوعل الفارسي أو الماعز البري الإيراني (الاسم العلمي: Capra aegagrus aegagrus) نوع فرعي من الماعز البري متوطن في أفغانستان، أرمينيا، أذربيجان، جورجيا، العراق، إيران، روسيا وتركيا. نوعٌ من المعز الجبلية يُستخرج منه البازهر الحيواني.